# Conjunt no numerable
Un conjunt no numerable és un conjunt que no pot ser enumerat, és a dir, un conjunt tal que no existeix una funció exhaustiva del conjunt dels nombres naturals a eixe conjunt. És a dir, un conjunt {\displaystyle A} és no numerable si no existeix cap funció f tal que:

{\displaystyle f:\mathbb {N} \to A\quad \land \quad f:{\mbox{suprajectiva}}}

 L'argument diagonal de Cantor és una demostració senzilla que existeixen conjunts infinits que no són numerables.

## Caracteritzacions alternatives
- Un conjunt {\displaystyle A} és no numerable si no existeix una funció injectiva:{\displaystyle f:A\to \mathbb {N} }
- Un conjunt {\displaystyle A} és no numerable si el seu cardinal és major que Àlef-zero:{\displaystyle {\mbox{card}}(A)>\aleph _{0}}

## Exemples
- L'exemple més conegut d'un conjunt incomptable és el conjunt {\displaystyle \mathbb {R} } de tots els nombres reals; L'argument diagonal de Cantor mostra que aquest conjunt és incomptable. La tècnica de prova de diagonalització també es pot utilitzar per demostrar que diversos altres conjunts són innombrables, com ara el conjunt de totes les seqüències infinites de nombres naturals i el conjunt de tots els subconjunts del conjunt de nombres naturals. La cardinalitat de R se sol anomenar cardinalitat del continu i es denota amb {\displaystyle {\mathfrak {c}}},[2] o {\displaystyle 2^{\aleph _{0}}}, o {\displaystyle \beth _{1}}. En general, tot interval de nombres reals no és numerable.
- El conjunt dels nombres irracionals no és numerable.
- El conjunt de Cantor és un conjunt totalment discontinu i no numerable.
- El conjunt de tots els subconjunts de nombres naturals, anomenat conjunt potència d'{\displaystyle \mathbb {N} } és un conjunt no numerable.